# Grover Maxwell
Grover Maxwell (1918–1981) fue un filósofo de la ciencia estadounidense considerado por él mismo "realista científico radical".